# Pieter Huys

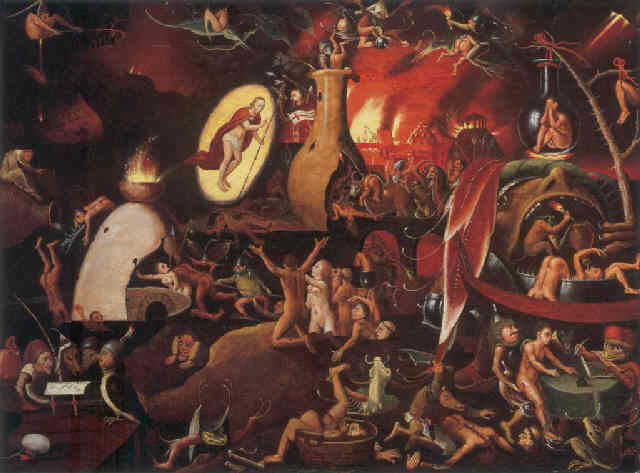
Pieter Huys, Piekło

Pieter Huys (ur. ok. 1520 w Antwerpii, zm. ok. 1584 tamże) – niderlandzki malarz okresu renesansu.

## Życiorys
W 1545 uzyskał tytuł mistrza w gildii św. Łukasza. Od 1560 pracował dla wydawcy Christophe’a Plantina, wykonując ryciny m.in. do „Biblii Królewskiej’’ (1560). Jego brat Frans Huys był wybitnym rytownikiem.
Malował głównie obrazy religijne, naśladując styl Hieronima Boscha.

## Wybrane dzieła
- Dudziarz ze swoją żoną (1571) – Berlin, Gemaeldegalerie
- Kuszenie św. Antoniego – Antwerpia, Museum Mayer van den Bergh
- Kuszenie św. Antoniego (1547) – Paryż, Luwr
- Piekło (1570) – Madryt, Prado
- Sąd Ostateczny (1554) – Bruksela, Musées Royaux des Beaux-Arts